# Saint-Usuge
Saint-Usuge är en kommun i departementet Saône-et-Loire i regionen Bourgogne-Franche-Comté i östra Frankrike. Kommunen ligger i kantonen Louhans som tillhör arrondissementet Louhans. År 2022 hade Saint-Usuge 1 221 invånare.

## Befolkningsutveckling
Antalet invånare i kommunen Saint-Usuge
| Referens: INSEE |